# Aleksandr Volodine (joueur d'échecs)
Aleksandre Volodine (ou Volodin) est un est un joueur d'échecs estonien né en 1990.
Il est Grand maître international depuis 2011.
Volodine a remporté le Championnat d'Estonie d'échecs en 2019, 2021, 2022 et 2024.
Il a joué pour l'équipe nationale aux Olympiades depuis 2006.